# Karlfriedrich Herb
Karlfriedrich Herb (* 6. Januar 1957 in Viersen) ist ein deutscher Philosoph und Politikwissenschaftler. Von 2001 bis 2021 hatte er den Lehrstuhl für Politische Philosophie und Ideengeschichte am politikwissenschaftlichen Institut der Universität Regensburg inne.

## Werdegang
Herb studierte Philosophie, vergleichende Religionswissenschaft und Psychologie an der Rheinischen Friedrich-Wilhelms-Universität Bonn und wurde 1986 mit einer Dissertation über die politische Philosophie Jean-Jacques Rousseaus promoviert.
Nach verschiedenen Forschungsprojekten und einem Aufenthalt an der École des Hautes Études en Sciences Sociales in Paris, habilitierte er sich 1997 mit einer Arbeit zum neuzeitlichen Freiheitsbegriff an der Ludwig-Maximilians-Universität München.  Danach lehrte er dort als Privatdozent und nahm Gastprofessuren u. a. in Brasília, Recife, Campinas und São Paulo wahr. 2001 wurde er zum Stiftungsprofessor für Philosophie an der Universität Ulm ernannt. Daneben lehrte er an der Hochschule für Politik sowie der Hochschule für Philosophie in München.

## Arbeitsgebiete
Der Fokus seiner wissenschaftlichen Tätigkeit liegt auf dem Gebiet der Politischen Philosophie der Neuzeit. Die Ideengeschichte der Vertragstheorie, die Entstehung des modernen Bürgerbegriffs und die Philosophie der Aufklärung stehen dabei im Zentrum. Sein besonderes Interesse gilt den Werken Jean-Jacques Rousseaus, Alexis de Tocquevilles und Hannah Arendts.
Im Jahr 2008 war Herb an der Gründung des Bayerischen Zentrums für Politische Theorie (BayPol) beteiligt und ist seither Vorstandsmitglied. Darüber hinaus hat Herb im Promotionskolleg des Zentrums zusammen mit anderen beteiligten Hochschullehrern die wissenschaftliche Leitung inne.

## Schriften (Auswahl)

### Als Autor
Aufsätze
- Licht und Schatten. Zum Republikideal bei Jean-Jacques Rousseau und Hannah Arendt. In: Karl Graf Ballestrem, Volker Gerhardt, Henning Ottmann, Martyn P. Thompson (Hrsg.): Politisches Denken. Jahrbuch. 2001, ISBN 978-3-476-01799-4, Seiten 59–68.
- Jean-Jacques Rousseau, Ein Moderner mit antiker Seele. In: Andreas Graeser (Hrsg.): Große Philosophen. Von der Antike bis heute. Primus Verlag, Darmstadt 2001, ISBN 3-89678-225-8, Seiten 534–549.
- L'avenir de la republique. Sur la lecture contractualiste de l'histoire chez Hobbes et Kant. In: Denis Thouard, Luc Foisneau: Les origines de la modernité politique et l'idéalisme allemand. Payot, Paris 2003, Seiten 123–131.
- Der Anfang vom Ende der Geschichte. Philosophische Visionen des Fortschritts. In: Stephan Bierling, Karlfriedrich Herb, Jerzy Maćków, Martin Sebaldt: Politischen Wandel denken. Herausforderungen der Demokratie in europäischer und globaler Perspektive (= Politik. Forschung und Wissenschaft; Band 14). LIT, Hamburg 2004, ISBN 3-8258-7920-8, Seiten 7–17.
- Au-délà de la citoyenneté. Hobbes et le problème de l’autorité. In: Luc Foisneau, George Wright (Hrsg.): New critical perspectives on Hobbes’ Leviathan upon the 350th anniversary of its publication (= Collana di filosofia; Band 81). Francangeli, Mailand 2004, ISBN 88-464-5561-4, Seiten 219–227.
- Machtfragen. Vier philosophische Antworten. In: Die Politische Meinung, Jg. 53 (2008), S. 68–76. ISSN 0032-3446
- zusammen mit Thomas Nawrath: „Ausser der Republik ist kein Heil“. Profane und sakrale Deutungsmuster des Staats in Kants Geschichtsphilosophie. In: Henning Ottmann (Hrsg.): Kants Lehre von Staat und Frieden. Nomos, Baden-Baden 2009, ISBN 978-3-8329-4181-9, Seiten 28–41.

Monographien
- Rousseaus Theorie legitimer Herrschaft. Voraussetzungen und Begründungen (= Epistemata; Band 55). Königshausen und Neumann, Würzburg 1989, ISBN 3-88479-387-X, 284 S. (Dissertation, Universität Bonn 1986)
- Bürgerliche Freiheit. Politische Philosophie von Hobbes bis Constant (= Alber Reihe praktische Philosophie; Band 61). Karl Alber, Freiburg/B. 1999, ISBN 3-495-47910-4, 243 S.
- zusammen mit Oliver Hidalgo: Alexis de Tocqueville (= Campus Einführungen). Campus, Frankfurt/M. 2005, ISBN 3-593-37647-4, 176 S.
- zusammen mit Bernhard H. F. Taureck: Rousseau-Brevier. Schlüsseltexte und Erläuterungen. Bernhard Fink, Paderborn 2011, ISBN 978-3-7705-5250-4, 237 S.

### Als Herausgeber
- zusammen mit Georg Geismann: Hobbes über die Freiheit. Königshausen und Neumann, Würzburg 1988, ISBN 3-88479-337-3, 228 S.
- zusammen mit Reinhard Brandt: Jean-Jacques Rousseau, Vom Gesellschaftsvertrag oder Prinzipien des Staatsrechts (Kl= assiker Auslegen; Band 20). Akademie-Verlag, Berlin 2000, ISBN 978-3-05-005146-8, 308 S.
- zusammen mit Oliver Hidalgo: Alter Staat – Neue Politik. Tocquevilles Entdeckung der modernen Demokratie (= Staatsverständnisse; Band 7). Nomos, Baden-Baden 2004, ISBN 3-8329-0967-2, 177 S.
- zusammen mit Oliver Hidalgo (Hrsg.): Die Natur des Staates. Montesquieu zwischen Macht und Recht (= Staatsverständnisse; Band 8). Nomos, Baden-Baden 2009, ISBN 978-3-8329-4159-8.
- zusammen mit Magdalena Scherl: Rousseaus Zauber. Lesarten der politischen Philosophie. Königshausen & Neumann, Würzburg 2012, ISBN 978-3-8260-4900-2, 192 S.